# Rainer Schumann

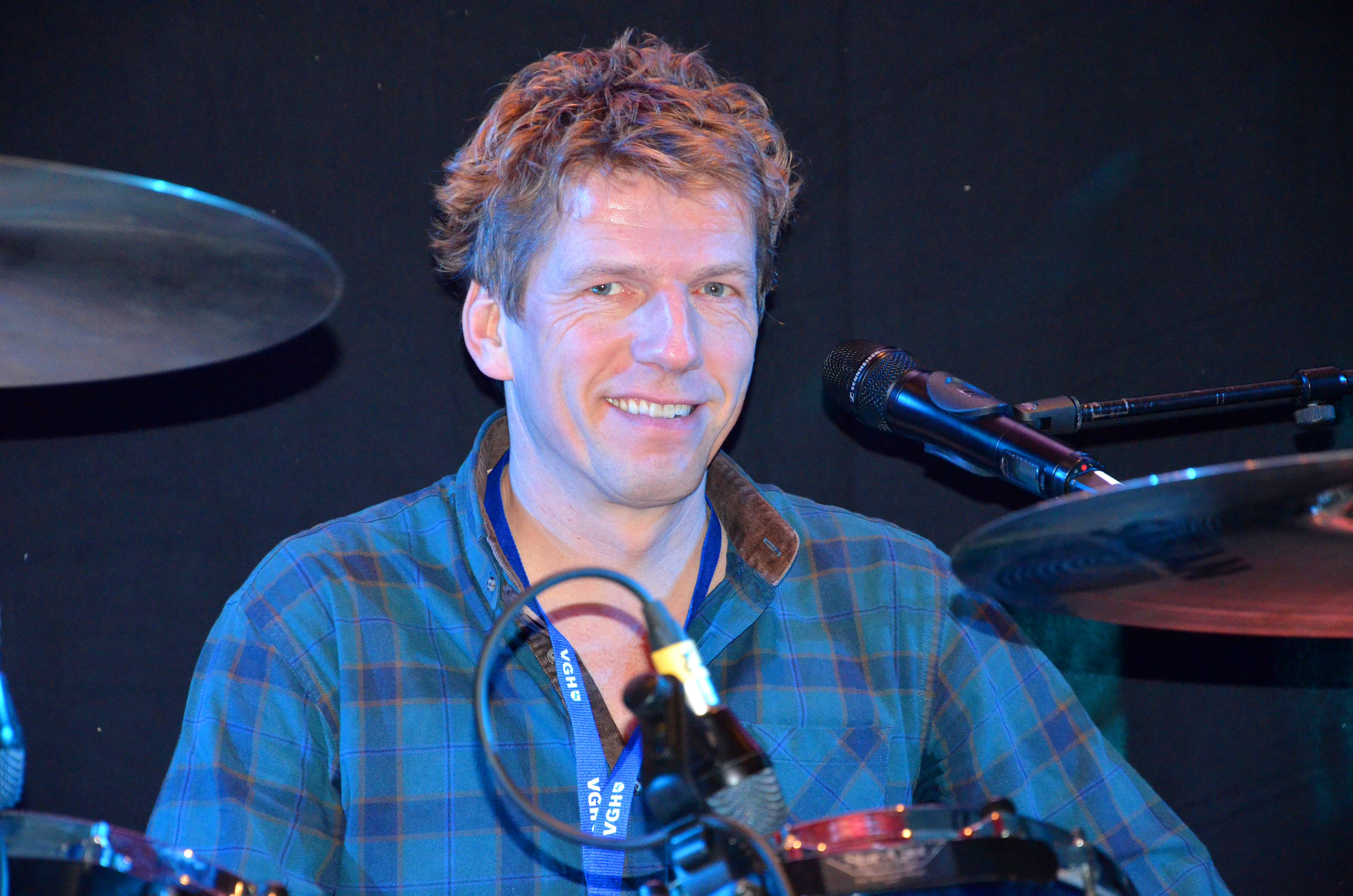
2013 trat Rainer Schumann auf dem Fest Die!!! Weihnachtsfeier für Obdachlose und Bedürftige in Hannover ehrenamtlich auf

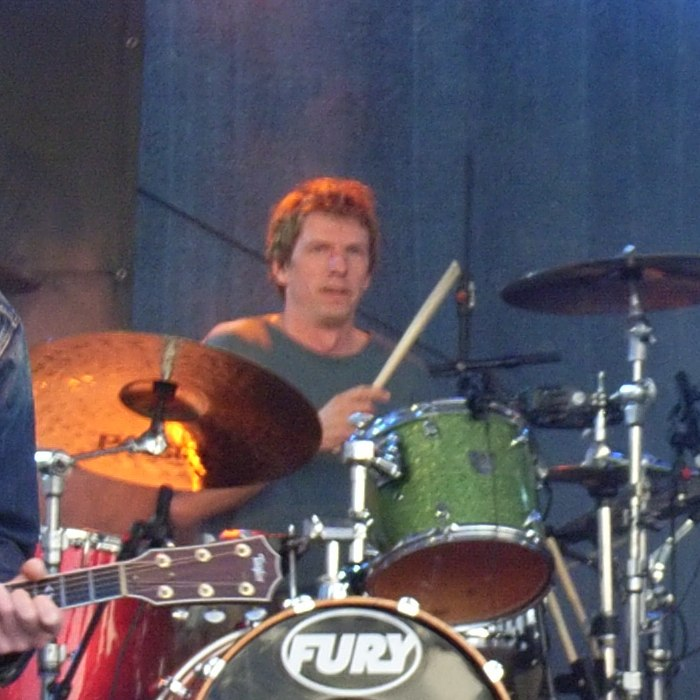
Rainer Schumann bei einem Auftritt von Fury in the Slaughterhouse

Rainer Schumann (* 5. Mai 1964 in Hannover) ist ein deutscher Schlagzeuger und ist Mitglied der Rockband Fury in the Slaughterhouse.

## Leben
Im Jahr 1987 gründete Schumann zusammen mit den Brüdern Kai und Thorsten Wingenfelder, Christof Stein-Schneider und Hannes Schäfer die Rockband Fury in the Slaughterhouse, die sich im Jahr 2008 vorübergehend aufgelöst hat. Im Jahr 2013 gab die Band nochmals ein Konzert auf der Expo Plaza in Hannover vor 25.000 Zuschauern. 2017 erschien das Best-of-Album „30“ mit 6 neuen Titeln. Es gab Open-Air-Konzerte und 3 ausverkaufte Shows in der Tui Arena Hannover. Seitdem besteht die Band weiter und veröffentlicht im Jahr 2021 das Album "Now". 2022 folgt eine ausgedehnte Open-Air Tournee.
Von 2011 bis 2012 gibt Rainer Schumann Trommelseminare in Schulen im Rahmen von Vorträgen zum Thema Suchtprävention. Im Jahr 2013 veröffentlicht Schumann unter dem gleichen Namen das Album „Sunshine, Love, Music and Football“. Die SCHUMANN-BAND formiert sich 2014 und spielt mehrere Konzerte. 2022 erscheint das SCHUMANN-Album "Bin Dran".
Schumann ist Initiator des Projektes „KLANG & LEBEN“, einem Projekt zur musikalischen und rhythmischen Begleitung demenzkranker Menschen.

## Film
- Das Lied meines Lebens. Wie Musik die Erinnerung zurückbringt. Ein Film von Thomas Karp für die ARD-Reihe „Gott und die Welt“.